# Гар-де-Льйон (станція метро)
48°50′41″ пн. ш. 2°22′27″ сх. д. / 48.844704545066° пн. ш. 2.3740659075147° сх. д.
Гар-де-Льйон (фр. Gare de Lyon) — пересадний вузол лінії 1 і 14 Паризького метрополітену.
Пересадка на станцію Гар-де-Льон лінії A і D мережі RER, потяги TGV у напрямку Ліона та Марселя.

## Зал лінії 1
Зал лінії 1 є однією з 8 станцій найпершої пускової дільниці Паризького метрополітену (Порт-де-Венсен — Порт-Майо), що відкрита 19 липня 1900 року.
На відміну від інших станцій, що мали довжину платформи 75 м, зал мав 100-метрові платформи (на цей стандарт було переведено всі станції 1 лінії при її переведенні на шинний хід).
Станція споруджена відкритим способом, стеля облаштована металевими панелями шириною 23,9 м.
.
Спочатку в конструкцію станції було закладено дві берегові платформи шириною 6 м, оскільки на станції планувалася пересадка на так і не побудовану кільцеву лінію (тоді вона називалася 'лінією 2').
З серпня по 17 грудня 1906 року з боку від станції розташовувалася тимчасова кінцева станція лінії 5.
18 та 19 липня 2009 року на станції в рамках підготовки до автоматизації встановлено автоматичні платформні ворота.

## Зал лінії 14
Зал лінії 14 відкрився її першої дільниці 15 жовтня 1998 року. Розташований на південь від Ліонського вокзалу на Рю-де-Берсі, поруч зі станціями RER ліній A і D. На відміну від інших станцій на лінії 14, на 'Гар-де-Льйон' — острівна платформа.
27 травня 2009 року Радою директорів Синдикату транспорту Іль-де-Франс затверджено проєкт будівництва третього виходу з платформи з метою перерозподілу пасажиропотоків на вузькому просторі зали.
Новий вихід планується провести через коридори, якими здійснюється доступ до RER.
Це дозволить розділити вхід і вихід із лінії 14.

На станції встановлені платформні розсувні двері.